# 芳香棱子芹
芳香棱子芹（学名：Pleurospermum aromaticum）为伞形科棱子芹属的植物，为中国的特有植物。分布于中国大陆的四川、云南、西藏等地，生长于海拔3,800米至4,100米的地区，常生于高山草甸岩石处或山沟内林下，目前尚未由人工引种栽培。